# 김락기 (야구인)
김락기(1966년 10월 28일 ~ )는 빙그레 이글스에서 뛰었던 전 야구 선수이다. 1990년까지는 팀의 핵심 투수로 활약하며 선발과 불펜을 가리지 않고 등판했으나, 1991년부터는 거의 등판하지 못하다가 1993년 은퇴했다.

## 출신 학교
- 동래고등학교
- 동아대학교

## 같이 보기
- 빙그레 이글스 연도별 선수 명단